# Ярім-Лім III
Ярім-Лім III (*д/н — бл. 1645/1640 до н. е.) — цар держави Ямхад близько 1650—1625 років до н. е.

## Життєпис
Син царів Нікміепуха або Іркабтума. Посів трон після смерті родича Хаммурапі II. На той час Ямхад опинився в складній ситуації через війни з хетами, хуритами і Катной, повстанням залежних міст-держав.
Спочатку Ярім-Лім III виступив проти Катни, якій завдав низку поразок, змусивши визнати свою зверхність. Також його васалами стали царі міст Кадеш і Туніп, сплативши данину. За цим виступив проти Алалаха, царя якого Хаммурапі примусив визнати свою владу. за цим підкорилася держава Каркемиш. Частину хуритських племен він знову підкорив, інших взяв на службу як найманців. В результаті вдалося відновити владу від Середземного моря до Євфрату.
Проте головною загрозою залишалася Хетська держава. Цар Хаттусілі I вдерся до Алалаху, але Ярім-Лім III не невідомих причин не зміг надати допомогу. Можливо внаслідок повстання в Катні, Кадеші і Туніпі. За цим хети атакували Уршу. Спроба військ Ямхада захистити це місто-державу була невдалою. Але після того, як хетський цар повернувся до власних земель, де почалася війна з Арцавою, вожді хуритів за наказом Ярім-Ліма III відвоювали область Уршу.
Наступного року війна продовжилася, оскільки хети атакувати державу Хашум, васала Ямхада. У важкій битві біля гори Аталур армія Ямхаду (1 тис. піхотинців і 100 колісниць) зазнала тяжкої поразки. Наслідком цього стало завоювання хетським царем Хашума та ще двох ямхадських васалів — держав Сіпасна і Хахум. Припускається, що того ж або наступного року хети спробували захопити Халап, столицю Ямхаду, втім Ярім-Лім III успішно витримав облогу.
Помер Ярім-Лім III близько 1625 року до н. е. Йому спадкував син або стриєчний брат Хаммурапі III.